# Tagetes lucida
Tagetes lucida (Cav.) è una pianta appartenente alla famiglia Asteraceae, originaria del Messico e dell'America centrale.
È usata come pianta medicinale e culinaria. Le foglie hanno un sapore simile al dragoncello, con sentori di anice.